# Reagan Youth
Reagan Youth je americká punkrocková kapela zformovaná zpěvákem Davem Rubinsteinem (Dave Insurgent) a kytaristou Paulem Bakijou (Paul Cripple). Kapela vznikla v roce 1980 v Queensu v New Yorku. Je známá především na východním pobřeží USA a je také součástí anarchopunkového hnutí.
Kapela fungovala do roku 1990. Tři roky poté Rubinstein spáchal sebevraždu. V roce 2006 Paul Bakija kapelu znovu založil společně s basistou Alem Pikem, bubeníkem Javierem Madriagou a několika dalšími členy.
Reagan Youth je velmi důležitá skupina pro hardcorovou scénu v New Yorku. Pravidelně vystupovali v CBGB a pořádali turné po celých Spojených státech. Často vystupovali s dalšími punkovými kapelami jako jsou Dead Kennedys, Bad Brains, The Misfits a Beastie Boys.

## Sestava

### Současná sestava
- Paul Bakija – kytara (1980–1990, 2006–současnost)
- Tibbie X – basa (2012–současnost)
- Trey Oswald – zpěv (2012–současnost)
- Stig Whisper – bicí (2013–současnost)

### Bývalí členové
- Dave Rubinstein – zpěv (1980–1990)
- Andy Bryan – basa (1980–1981)
- Charlie Bonet – bicí(1980–1981, 1982)
- Al Pike – basa (1981–1984, 2006–2011)
- Steve Weissman – bicí (1982–1984)
- Victor Dominicis – basa (1984–1990)
- Rick Griffith – bicí (1984–1985)
- Javier Madriaga – bicí (1985–1990, 2006–2010)
- Pat McGowan – zpěv (2006–2010)
- Kenny Young – zpěv, kytara, basa (2010–2012)
- Dave Manzullo – basa (2011–2012)
- Jim Pepe – zpěv (2011–2012)
- Mike Sabatino – bicí (2010–2012)
- Paul Rye – zpěv (2012)
- Felipe Torres – bicí (2012–2013)

## Diskografie

### Studiová alba
- Youth Anthems for the New Order (1984)
- Volume 1 (1989)
- Volume 2 (1990)
- Punk Rock New York (2007)

### Kompilace
- A Collection of Pop Classics (1994)
- Live & Rare (1998)